# صلصة كرينوفينا
صلصة كرينوفينا (بالروسية: Хреновина) وهي عبارة عن صلصة فجل حار تُقدم مع طبق رئيسي، وهي شائعة في سيبيريا. يتم تحضيرها عن طريق خلط مكونات الصلصة في الفرامة مع بعضها، وهذه المكونات تشمل الطماطم والفجل الحار والثوم والملح، وقد يُضاف الفلفل الأسود المطحون والبابريكا والفلفل الحلو والخل والسكر. تسمى صلصة الفجل الحار بالروسية أحياناً باسم «كرينودير» (الفجل الخانق) أو«كوردلودير» (خانق الحلق) أو «الكوبرا» أو «الشعلة» أو «فيرفيكلاس» (مُتنزع العين). يمكن تقديم صلصة الفجل الحار مع أطباق اللحوم الروسية التقليدي مثل الزلابية.

## التخزين
يمكن حفظ الصلصة في الثلاجة لفترة طويلة دون مواد حافظة إذا تم تخزينها في وعاء مغلق. زيادة كمية الفجل والثوم المستخدمان يزيد من طول وقت التخزين.

## أنظر أيضاًُ
- وسابي